# Sinopodisma daweishana
Sinopodisma daweishana är en insektsart som beskrevs av Fu, Peng och Z. Zheng 2002. Sinopodisma daweishana ingår i släktet Sinopodisma och familjen gräshoppor. Inga underarter finns listade i Catalogue of Life.